# Arturo Sergio Visca
Arturo Sergio Visca (Montevideo, 1917 - 8 de diciembre de 1993) fue un crítico literario y ensayista uruguayo que perteneció a la generación del 45.

## Biografía
Fue Presidente de la Academia Nacional de Letras en 1973. También ejerció como Director de la Biblioteca Nacional en el período 1976-1985.
Editó la revista Asir junto a Domingo Luis Bordoli, Washington Lockhart y Guido Castillo.

## Obra

### Libros
- Los diálogos interiores - Cuadernos de Prosa, Montevideo, 1940.
- Antología del cuento uruguayo contemporáneo (fragmento) - Letras Nacionales, Universidad de la República, Montevideo, 1962.
- Aspectos de la narrativa criollista (fragmento) - Biblioteca Nacional, Montevideo, 1972.
- Un hombre y su mundo - Biblioteca Nacional, Montevideo, 1978.
- La mirada crítica y otros ensayos - Academia Nacional de Letras, Montevideo, 1979.
- Paco Espínola y otros ensayos - Ediciones de la Plaza, Montevideo, 1993.
- Tres formas de la narrativa rural - Fundación de Cultura Universitaria, Montevideo.

### Prólogos
- "Estudios literarios" de Francisco Bauzá - Biblioteca Artigas, Colección de Clásicos Uruguayos, vol. 9. Ministerio de Instrucción Pública y Previsión Social, Montevideo, 1953.
- "Gaucha" de Javier de Viana - Colección de Clásicos Uruguayos, Biblioteca Artigas, Vol. 19, Montevideo, 1956.
- "Pasar..." de Mateo Margariños Solsona - Biblioteca Artigas, Montevideo, 1964.
- "Selección de cuentos" de Javier de Viana - Colección de Clásicos Uruguayos, Biblioteca Artigas, Vol. 70, Tomo I, Montevideo, 1965.
- "Sus mejores cuentos" de Javier de Viana - Editorial Losada, Buenos Aires, 1969.
- "Cartas inéditas y evocación de Quiroga" - Biblioteca Nacional, Montevideo, 1970.
- "Antología de poetas modernistas menores" - Biblioteca Artigas, Colección de Clásicos Uruguayos, vol. 139.Ministerio de Educación y Cultura, Montevideo, 1971.
- "El lenguaje en Florencio Sánchez" de A. Rosell - Publicación de la Comisión Nacional de Homenaje del Sesquicentenario de los hechos de 1825, Montevideo, 1975.
- "Metodología de la Historia y las Críticas Literarias" de Alberto Zum Felde - Academia Nacional de Letras, Montevideo, 1980.
- "Ismael" de Eduardo Acevedo Díaz - Ediciones de Cultura Hispánica, Madrid, 1991.

## Premios
- Premio Nacional de Literatura de Uruguay en 1971
- Gran Premio Nacional de Literatura en 1979.